# Eqrem Libohova
Eqrem Libohova (Argirocastro, 24 febbraio 1882 – Roma, 1948) è stato un politico albanese, primo ministro albanese durante l'occupazione italiana.
Nel 1931 Libohova era ministro di re Zog I di Albania; fu ferito nel tentativo di assassinio del sovrano compiuto da Aziz Cami e Ndok Gjeloshi, tentativo compiuto di fronte al Teatro dell'Opera di Vienna. Successivamente fu primo ministro per due volte, la prima dal 19 gennaio al 13 febbraio 1943 e di nuovo dal 12 maggio al 9 settembre 1943.